# Soteska Schöllenen
Soteska Schöllenen (nemško Schöllenenschlucht, Schöllenen) je soteska, ki jo je ustvaril zgornji tok reke Reuss v švicarskem kantonu Uri med mestoma Göschenen na severu in Andermatt na jugu. Omogoča dostop do prelaza St. Gotthard.
Cesta in železnica, obdana s čistimi granitnimi stenami, zahteva več spektakularnih mostov in predorov, med katerimi je najbolj znan kamniti most Teufelsbrücke ('Hudičev most').

## Geologija
Spodnji Urseren označuje mejo Aar masiva z avtohtonim sedimentom gotthardskega tektonskega pokrova (Urseren-cona). V kamnolomu Altkirch so na južnem koncu soteske izpostavljeni triasni in jurski sedimenti. V soteski Schöllenen (pri predoru Urnerloch) reka Reuss vstopi v kristalinskini Aar masiv (Aar granit), pri čemer je soteska vzorna poznoalpidska rečna ureznina. 

## Zgodovina

### Zgodnja zgodovina
Soteska je dobila ime iz retoromanske *scalinae ('stopnice, stopnica'); zabeleženo v nemščini kot Schellenden leta 1420. Pred 12. stoletjem je tvorila zgornjo mejo alemanske naselitve v Alpah in mejo med škofijo Konstance in Raetia Curensis.
Zdi se, da je do soteske do sredine 12. stoletja vodila težka pešpot. Ta pot se je bila prisiljena izogniti južnemu delu soteske, strmo se je povzpela iz Brüggliwaldbodna in se povzpela nad 1800 m, preden se je skozi Bäzberg spustila do Hospentala. Domnevno so se istoimenske scalinae nanašale na stopnice, vklesane v skalo za lažji vzpon.
Soteska je bila prvič odprta kot mulatjera z gradnjo lesenega mostu v 1220-ih. To je imelo velik strateški pomen, ker je odprlo prelaz Gotthard z zgodovinskimi posledicami tako za regijo kot za italijansko politiko Svetega rimskega cesarstva
Prvotna mulatjera čez Schöllenen je bila realizirana z leseno konstrukcijo, pritrjeno na skalno steno, znano kot Twärrenbrücke in lesenim mostom čez sotesko, ki je bil leta 1306 zabeležen kot stiebende Brugge (brizgalni most). Twärrenbrücke (iz twer 'čez, počez') je počival na tramovih, položenih čez sotesko. Tradicija, ki si jo predstavlja kot podprto z visečimi verigami, se je razvila šele po njegovem propadu v 18. stoletju. Tehnologijo, povezano z gradnjo Twärrenbrücke, pripisujejo Walserjem, za katere je znano, da so se v Urserenu začeli naseljevati še v 12. stoletju. Zgodovinopisje iz 16. stoletja pripisuje gradnjo mostu nekemu Heiniju (Heinrichu), kovaču v Göschenenu. Robert Schedler je leta 1919 objavil zgodovinski roman o gradnji Schöllenenove mulatjere, Der Schmied von Göschenen.

### Legenda o Hudičevem mostu
V zgodnjenovoveški Švici se je razvila legenda, ki je gradnjo mostu pripisala hudiču. To je motiv, pritrjen na številne stare mostove v Evropi. Ime Teiffels Brucken ('Hudičev most', moderno nemško Teufelsbrücke) je prvič zabeleženo leta 1587.
Legendo povezuje Johann Jakob Scheuchzer (1716). Povedali so mu lokalno legendo, v skladu s katero so prebivalci Urija rekrutirali Hudiča za težko nalogo gradnje mostu. Hudič je zahteval, da dobi prvo stvar, ki gre čez most, v zameno za njegovo pomoč. Da bi prevarali Hudiča, ki je pričakoval, da bo dobil dušo prvega človeka, ki bo šel čez most, so Urijevci poslali psa, tako da so mu vrgli kos kruha, hudič pa ga je takoj raztrgal na koščke. Razjarjen zaradi prevare, je hudič odšel po veliko skalo, da bi razbil most, toda ko je kamen odnesel, je naletel na svetega moža, ki ga je 'grajal' (der ihn bescholten) in ga prisilil, da je skalo odvrgel, in jo je še vedno mogoče videti na poti pod Göschenenom. Sodobno pripoved so objavili Meinrad Lienert, Schweizer Sagen und Heldengeschichten (1915). Po Lienertovi različici je bila čez most namesto psa poslana koza, namesto svetega moža pa je Hudič, ko se je izčrpan od nošanja skale odpočil, naletel na starko, ki je skalo označila s križem in prisilila Hudiča, da jo opusti in pobegne.
Zdi se, da legenda ni obstajala pred 16. stoletjem, njen izvor v lokalni tradiciji pa je negotov. Lauf-Belart (1924) je domneval, da je ime Teufelsbrücke prvotno posledica napačne razlage učenih popotnikov, kar je šele v 17. stoletju povzročilo lokalno legendo o hudiču.
Hudičev kamen (Teufelsstein) je velik blok granita blizu Göschenena, visok okoli 12 m in z maso okoli 2200 ton. Leta 1887 so ga prodali Maestrani Schweizer Schokoladenfabrik za 80 frankov. Pobarvan rumeno, je zdaj služil kot oglas za čokolado. Leta 1923 so ga nameravali porušiti, vendar se je ohranil na pobudo Maxa Oechslina, predsednika Naturforschende Gesellschaft Uri. Leta 1970 je bil Hudičev kamen spet predviden za uničenje, da bi se umaknil cesti N2. Tokrat se je za njegovo ohranitev začelo široko gibanje, leta 1971 pa so se zvezne oblasti dogovorile, da kamen premaknejo s predvidenimi stroški 250.000 frankov (od tega naj bi kanton Uri prispeval 7.000). To je privedlo do priljubljene kampanje, ki je načrtu nasprotovala, ker so bili stroški videti pretirani. Liberalni časnik Gotthard-Post je namesto tega predlagal, da bi denar porabili za gradnjo doma upokojencev in zbral 1000 podpisov v podporo. Kantonalna vlada je zdaj trdila, da ni nobene pravne podlage za uničenje kamna, ker je bil od leta 1925 v lasti Naturforschende Gesellschaft Uri. 1. septembra 1972 se je Zvezni svet dokončno strinjal s premikanjem kamna in ga premaknili 127 metrov v operaciji, ki je stala 335.000 CHF. [11] Zdaj se nahaja na rampi izvoza 40 (Göschenen), na vhodu v cestni predor Gotthard, viden tako z železnice kot s ceste.

### Sodobna zgodovina
Leseni most Stiebender Steg je leta 1595 zamenjal kamniti most, ki je postal znan kot Hudičev most (Teufelsbrücke).
Na dan svetega Patrika (17. marec) 1608 je Hugh O'Neill, grof Tyrone z 98 kolegi Gelci bežal pred Angleži, ko je čez hudičev most eden od konj, ki so nosili njegovo bogastvo, strmoglavil v hudournik; konja so rešili, ne pa tudi zlata, ki se je izgubilo v divjem hudourniku.
Nova cesta, vključno s predorom dolžine okoli 60 m , ki je nadomestil Twärrenbrücke, je bila zgrajena leta 1707/8. Predor, znan kot Urnerloch, je bil prvi cestni predor, zgrajen v Alpah. Zgradil ga je Pietro Morettini (1660–1737). Po gradnji Twärrenbrücka niso več vzdrževali in dovolili, da se poruši.
H. R. Schinzin leta 1783 omenja še en most, ki označuje mejo med Urijem in Urserenom, znan kot Mittelbrücke ali Tanzenbein.
Leta 1799 je bila tu ena najdramatičnejših bitk italijanske in švicarske odprave pod vodstvom Suvorova med Napoleonskimi vojnami. Most je močno poškodovala umikajoča se francoska vojska. Posledično se je trgovina na poti z Italijo preusmerila na Splügenpass. Spomenik Suvorovu, južno od Hudičevega mostu, je leta 1899 naročil Ruski imperij.

### Sodobni inženiring
Nadomestni rezani kamniti most je načrtoval in izvedel Karl Emanuel Müller (1804-1869), kantonski inženir, zadolžen za odsek nove ceste Gotthard med Göschenenom in Hospentalom. Gradnja je trajala 10 let in je bila predmet slavne slike Karla Blechena v letih 1830–32. Novi most je dovoljeval (enopasovni) motoriziran promet in odpiral prelaz Gotthard za avtomobile. Most iz leta 1595 je bil po zaključku drugega mostu leta 1830 izvzet iz uporabe, leta 1888 pa se je podrl.
Projekt Gotthardske železnice iz leta 1872 se je izognil soteski Schöllenen, saj je pod njo zgradil železniški predor Gotthard, toda železniški tir Schöllenenbahn je bil zgrajen skozi sotesko leta 1917. Sodobni cestni most in predor segata v leto 1958. Služil je kot glavna cesta med osrednjimi Alpami v 1960-ih in 1970-ih, vendar je bil od izgradnje cestnega predora Gotthard leta 1980 le regionalnega pomena, saj je Uri povezoval s kantonom Valais in Surselvo.